# Threads (socialt nätverk)
Threads är en social nätverkstjänst som ägs och drivs av Meta Platforms.  

## Beskrivning och historik
Appen erbjuder användare möjligheten att lägga upp och dela text, bilder och videor samt att interagera med andra användares inlägg. Threads lanserades den 5 juli 2023 och hade i slutet av juli 2023 över 118 miljoner registrerade användare.
Tjänsten har kallats för "Twitter-kopia". Twitters ägare Elon Musk har hotat att stämma Meta Platforms för att ha kopierat företagets affärshemligheter och annan konfidentiell information som påstås ha blivit läckt efter att Meta Platforms rekryterat personal från Twitter. Meta Platforms har nekat till anklagelserna.

## Utbredning
Efter lanseringen blev Threads den snabbast växande mjukvaruapplikationen någonsin efter att ha fått 30 miljoner användare under de första 16 timmarna och 100 miljoner användare under de första fem dagarna, vilket överträffar rekordet som tidigare satts av ChatGPT. Threads fanns i juli 2023 tillgänglig i 100 länder men lanseringen i EU har försenats eftersom Meta Platforms inte har fått klartecken från Europeiska kommissionen angående tjänstens policy för datainsamling.